# Begonia kisuluana
Espèce
Synonymes
- Begonia zobiaensis De Wild.[1]

Begonia kisuluana est une espèce de plantes de la famille des Begoniaceae. Ce bégonia est originaire d'Afrique. L'espèce fait partie de la section Tetraphila. Elle a été décrite en 1890 par Oscar Alexander Richard Büttner (1858-1927). L'épithète spécifique kisuluana signifie « de Kisulu » et fait référence au lieu de récolte du type, aux chutes d'Arthington près de Kisulu, en Angola.

## Répartition géographique
Cette espèce est originaire des pays suivants : Angola ; Cameroun ; Congo ; Gabon ; Nigéria ; Ouganda ; Zaïre.